# Paul Avrich
Paul Avrich (ur. 4 sierpnia 1931 w Nowym Jorku, zm. 16 lutego 2006 tamże) – amerykański historyk oraz nauczyciel akademicki specjalizujący się w historii anarchizmu rosyjskiego oraz amerykańskiego XIX oraz XX w.

## Życiorys
Paul Avrich urodził się 4 sierpnia 1931 na Brooklynie w żydowsko-ukraińskiej rodzinie pochodzącej z Odessy. Jego matka - Rose (z domu Zapol) Avrich, była aktorką teatralną grającą w języku jidysz, natomiast ojciec - Murray Avrich, był producentem sukienek. Paul ukończył studia licencjackie na Uniwersytecie Cornella w 1952, a studia magisterskie na Uniwersytecie Columbia w 1961.
Jego praca doktorska dotyczyła ruchu robotniczego podczas rewolucji rosyjskiej w 1917. Kiedy Związek Radziecki podczas odwilży Chruszczowa otworzył się na wymiany studenckie, Paul wyjechał do Rosji w celu przeprowadzenia badań. Anarchiści, których poznał podczas badań nad gazetą jidysz Freie Arbeiter Stimme wzbudzili jego zainteresowanie ruchem.
W 1961 rozpoczął pracę jako wykładowca historii Rosji na Queens College, gdzie pozostał już do końca swojej kariery, choć był także członkiem wydziału City University of New York Graduate Center. W 1967 otrzymał stypendium Guggenheima za swój wkład w rozwój nauki o historii Rosji. W 1982 otrzymał tytuł profesora zwyczajnego. W czasie ceremonii mianowania powiedział, że "każda dobra osoba, gdzieś w głębi jest anarchistą”. W 1999 przeszedł na emeryturę. Podczas swojej kariery zgromadził ponad 20 tys. książek, broszur, odbitek, rękopisów, korespondencji, wycinków z gazet, kasety audio i wideo, mikrofilmów itp., które przekazał Bibliotece Kongresu.
Zmarł 16 lutego 2006 w szpitalu Mount Sinai Hospital z powodu powikłań związanych z chorobą Alzheimera.

### Twórczość i poglądy
Paul Avrich podczas swojej kariery naukowej napisał dziesięć książek, w swojej treści dotykających przede wszystkim XIX-wiecznego oraz XX-wiecznego ruchu anarchistycznego w Rosji i Stanach Zjednoczonych, w tym takich tematów jak Haymarket Riot, sprawa Sacco i Vanzetti, powstanie Kronsztadzie czy ustna historia ruchu. Jako wykładowca i historyk Avrich nie ukrywał swojej sympatii wobec ruchu anarchistycznego. Swoim studentom starał się przedstawiać jego uczestników „jako ludzi, a nie jako bojowników” i podważał stereotyp niemoralnego oraz agresywnego anarchisty. Swoją twórczością pragnął wskrzesić myśl o zmarginalizowanym wówczas ruchu anarchistycznym, który uważał za „pionierów sprawiedliwości społecznej”, wartych ponownego rozważenia w czasach odrodzenia myśli wolnościowej po wojnie w Wietnamie i feminizmie drugiej fali.
Jego książki były czterokrotnie nominowane do Nagrody Pulitzera:
- 1979: An American Anarchist: The Life of Voltairine de Cleyre - w dziedzinie biografia i autobiografia.
- 1981: The Modern School Movement: Anarchism and Education in the United States - w dziedzinie biografia i autobiografia.
- 1985: The Haymarket Tragedy - w dziedzinie historii.
- 1991:  Sacco and Vanzetti: The Anarchist Background - w dziedzinie historii.

## Życie prywatne
Miał dwa koty, które nazwał na cześć Michaiła Bakunina i Piotra Kropotkina.
Był żonaty. Miał dwie córki, Karen i Jane. Jego siostrą była Dorothy Avrich.